# 데포니아
데포니아(Deponia)는 데포니아라고 불리는 쓰레기로 뒤덮인 행성의 쿠박(Kuvaq)이란 마을에서 탈출해 공중도시인 엘리시움으로 가려는 루퍼스가 벌이는 재난을 그리는 포인트 앤 클릭 어드벤처 게임이다. 2012년 1월 27일 독일에서 마이크로소프트 윈도우 용과 매킨토시 용으로 발매되었다. 데포니아는 3부작으로 구성되어 있으며, 2부작인 카오스 온 데포니아는 2012년 10월 12일에 독일에서 발매하였으며, 마지막 3부작인 굿바이 데포니아는 2013년 10월 15일날 발매되었다. 영어 버전의 데포니아는 독일어판과 다르게 새로운 목소리를 추가하여 2012년 8월 7일날 발매되었다.
데포니아는 메타크리틱에서 리뷰어로부터는 100점 만점 중 74점을 받았으나, 게임을 해본 사람들의 점수는 그보다 더 높아 8.4점을 기록하였다.

## 게임 플레이
2.5D를 기반으로 하는 가지각색의 크기들로 가득한 화면안에서 플레이어는 보이는 물체들과 여러 다른 방식으로 상호 작용해야 한다. 여기엔 작은 물체를 잡거나, 혹은 기계를 동작시키고, 갖고 있는 물체들을 서로 조합하는 등으로 퍼즐들을 풀어가면서 다음 이야기로 나가는 구조로 되어 있다.

## 평가
데포니아는 대체로 긍정적인 리뷰를 받았다. 메타크리틱에서는 74%의 점수를 주었으며(33개의 리뷰를 기반으로), 데포니아를 더글러스 애덤스, 테리 프래쳇 그리고 맷 그로닝의 스타일을 가진 특별한 세상에서 진행되는 빠르게 진행되는 실수로 인한 코미디, 그리고 게임 역사상 제일 이상한 러브 스토리라고 평했다.
Strategy Informer 같은 곳에선 데포니아를 "게임 이야기 진행이 매우 느리고, 퍼즐들이 이를 보완하는데 실패했다"고 평했다. Destructoid 측에서도 "저질 농담 후 저질 농담으로 게임속 대화를 이끌어낸다"고 평했다.